# Deadliest Warrior
Deadliest Warrior (El guerrero más letal) es un programa de televisión estadounidense emitido en Spike TV (TruTV en Latinoamérica) en el que dos o más guerreros de diferentes culturas y a veces de diferentes épocas eran enfrentados para ver quién saldría vencedor entre ellos. Cada episodio muestra una hipotética batalla entre ellos. 
En el programa, un grupo de expertos en las armas de cada guerrero es invitado para realizar comprobaciones de los puntos fuertes y débiles de cada bando, así como la fuerza y precisión de las armas. Los datos recogidos son introducidos en un sistema de simulación virtual desarrollado por Slitherine Strategies, gracias al cual se designa al guerrero que haya ganado más de la mitad de 1000 combates. Entonces es presentada una simulación con actores representando a ambos guerreros, siendo revelado al final de esta quién de ellos ha resultado ganador.
Geoff Desmoulin es el principal operador de cámara rápida del programa, y Armand Dorian es el médico experto. Max Geiger es el encargado de la simulación informática, y el programa es narrado por Drew Skye. Además, en cada programa son invitados diversos expertos en armas e historiadores.
El programa contó con tres temporadas, la primera estrenada el 7 de abril de 2009, con 9 episodios, y la segunda el 20 de abril de 2010, con 13 episodios; y con 10 episodios en la tercera y última temporada en el 2011. 
.

## Temporada 1

### Episodio 1:ApachevsGladiador
- Equipo Apache: Alan Tafoya (campeón mundial de combate con cuchillos), Snake Blocker (experto en el combate Apache).
- Equipo Gladiador: Chris Torres (especialista en armas antiguas), Steven Dietrich (instructor de combates de gladiadores), Chuck Liddell (antiguo campeón de pesos pesados de UFC).

|                  | Apache   | Víctimas | Gladiador        | Víctimas |
| ---------------- | -------- | -------- | ---------------- | -------- |
| Corto alcance    | Tomahawk | 153      | Cestus Scissoris | 20 20    |
| Medio alcance    | Cuchillo | 266      | Red y tridente   | 176      |
| Largo alcance    | Arco     | 188      | Honda            | 1        |
| Armas especiales | Porra    | 60       | Sica             | 116      |
| Total            |          | 667      |                  | 333      |

#### Simulación
La batalla tiene lugar en campo abierto, en una zona boscosa. Después de encontrarse ambos, el gladiador lanza un grito de guerra y carga hacia el apache, que saca una flecha de la aljaba y la lanza contra él, siendo detenida por el escudo del romano. Este contraataca con su honda, pero es esquivada por el apache; la segunda flecha del indio acierta al gladiador en el costado, pero se la arranca sin más daños y vuelve a disparar su honda mientras el apache huye hacia un bosquecillo. Allí el indio le hace frente con el tomahawk, pero es superado por la fuerza del romano. Después de hacerle caer con la red, el gladiador lanza infructuosamente su tridente; tras ello, el apache logra la ventaja con la porra frente a la sica de su rival, que pierde el casco. No obstante, el gladiador derriba a su oponente con el escudo y lo golpea duramente con su guantelete. Pero el apache se recupera, desenvaina un cuchillo, y esquivando los ataques del romano, corta numerosas veces al gladiador antes de clavar su hoja en la garganta de su rival, dándole muerte. Tras eso, el apache lame el cuchillo ensangrentado, luego lanza su grito de victoria y deja el lugar.
Ganador: Apache

### Episodio 2:VikingovsSamurai
- Equipo Vikingo: Casey Hendershot (instructor de armas vikingas), Matt Nelson (experto en combate vikingo, descendiente de los vikingos daneses).

- Equipo Samurai: Tetsuro Shigematsu (descendiente samurai), Brett Chan (experto en armas samurai).

|                  | Vikingo      | Víctimas | Samurai  | Víctimas |
| ---------------- | ------------ | -------- | -------- | -------- |
| Corto alcance    | Gran hacha   | 134      | Katana   | 137      |
| Medio alcance    | Espada larga | 175      | Naginata | 171      |
| Largo alcance    | Lanza        | 92       | Yumi     | 114      |
| Armas especiales | Escudo       | 77       | Kanabo   | 100      |
| Total            |              | 478      |          | 522      |

#### Simulación
Ambos oponentes se encuentran en una zona densamente boscosa, similar al norte de Europa. Comenzando el combate, el samurái levanta su arco y lanza una flecha a su contrincante, acertando en el pecho enmallado del vikingo, sin muchos daños; la segunda flecha impacta en la frente del yelmo del nórdico, aturdiéndolo. Después de recuperarse, el vikingo agarra sus dos lanzas y las arroja contra el samurai, derribándole con una de ellas; rápidamente el samurái se levanta en un kip-up y esgrime su naginata contra el hacha del vikingo. El vikingo pierde su hacha y recibe una herida en el abdomen, pero con una segunda hacha hiere al japonés en la espalda. Sin embargo, el samurái alza su kanabo y aporrea al vikingo, arrancándole el hacha y mellando su escudo (y quizás lesionando su brazo). Pero pronto el nórdico se recupera y con su escudo empuja al samurái fuera de un puente de madera a una zanja, donde se inicia una lucha a espada en la que el japonés inflige la primera herida; en el contraataque del vikingo, el samurái retrocede y es empujado hacia un árbol, pero revierte el ataque y el nórdico choca contra el tronco. Aprovechando la ventaja, el samurái taja las piernas de su oponente antes de hundir su espada en la espalda del vikingo. Después de que el nórdico se desplome, el samurái lo voltea para verificar su muerte, envaina su katana y abandona el sitio.
Ganador: Samurai

### Episodio 3:EspartanovsNinja
- Equipo Espartano: Jeremy Dunn (historiador y experto en armas espartanas), Barry Jacobsen (ex boina verde)

- Equipo Ninja: Lou Klein (maestro de ninjutsu), Michael Lehr (experto en artes marciales)

|                  | Espartano | Víctimas | Ninja           | Víctimas |
| ---------------- | --------- | -------- | --------------- | -------- |
| Corto alcance    | Xiphos    | 52       | Ninjato         | 123      |
| Medio alcance    | Dory      | 210      | Metsubushi      | 0        |
| Largo alcance    | Jabalina  | 9        | Shuriken Fukiya | 0 4      |
| Armas especiales | Escudo    | 382      | Kusarigama      | 220      |
| Total            |           | 653      |                 | 347      |

#### Simulación
En un bosque, el espartano adopta una postura alerta de combate y apresta su lanza. Mientras tanto, el ninja se halla agazapado sobre una rama alta. Tras bajar, se acerca sigilosamente a la espalda del espartano con la ninjato en ristre, pero el espartano lo descubre a tiempo y reacciona parando el golpe con el escudo. Tras esquivar una lanzada, el ninja se oculta entre las altas hierbas del lugar y el espartano clava la jabalina en el suelo. El ninja se muestra, usa su kusarigama y golpea dos veces, siendo detenidos los golpes por el escudo del rival; el tercer golpe acierta en el casco del espartano, y el cuarto es destinado a las piernas del espartano para hacerlo caer. Sin embargo, el guerrero cae sujetando la cadena y el ninja se ve obligado a cortar la cadena con la hoz, siendo repelido por la lanza del espartano; el ninja salta sobre el escudo, impulsándolo contra la cabeza de su poseedor, dándole tiempo para partir el asta de la lanza del espartano. Este golpea al ninja con el escudo y lo derriba, pero el ninja se levanta de un salto y usa sus huevos negros para cegar al espartano y huir hacia una zona de vegetación más densa. Los dos contendientes intercambian sin efecto dardos de cerbatana y jabalina, derribando el espartano a su rival de un golpe tras repeler un shuriken. Finalmente, el ninja saca su ninjato y salta desde una posición elevada, resbalando accidentalmente sobre la hoja de la espada corta del espartano, empalándose en ella y desplomándose. Victorioso, el espartano hunde su espada en el moribundo ninja y grita "¡Esparta!".
Ganador: Espartano

### Episodio 4:PiratavsCaballero
- Equipo Caballero: David Coretti (experto en combate con espada), Josh Paugh (experto en armas medievales).

- Equipo Pirata: Michael Triplett (experto en armas pirata), David Hernández (instructor de combate con espada).

|                  | Caballero       | Víctimas | Pirata                    | Víctimas |
| ---------------- | --------------- | -------- | ------------------------- | -------- |
| Corto alcance    | Espada          | 103      | Alfanje Hacha de abordaje | 25 13    |
| Medio alcance    | Alabarda        | 108      | Trabuco                   | 352      |
| Largo alcance    | Ballesta        | 106      | Pistola de chispa         | 41       |
| Armas especiales | Lucero del alba | 54       | Granada                   | 198      |
| Total            |                 | 371      |                           | 629      |

#### Simulación
En un bosque, el pirata se arrodilla y cierra un cofre lleno de monedas, justo cuando un caballero se aproxima por la zona, montado a caballo. Tras detectarse mutuamente, el pirata desenfunda sus pistolas de chispa y dispara dos veces contra su enemigo, sin efecto. Contraatacando, el caballero utiliza su lucero del alba para derribar al pirata. Este se esconde tras un árbol y prepara una granada; cuando se deja ver y el caballero le persigue, el pirata arroja la granada y la onda expansiva desmonta al caballero y lo arroja al suelo. Cuando el pirata se aproxima para ver si está muerto, el caballero se  reincorpora y dispara una flecha de su ballesta contra su oponente, que es herido en una pierna. El caballero lo golpea de nuevo con el lucero del alba, pero esta vez el pirata cae desenfundando su trabuco y una descarga de este derriba al caballero. Tras esto, el pirata agarra su cofre y marcha hacia una playa, intentando huir, pero desiste al ver que no hay ninguna embarcación aún en la playa. Tras él, el caballero llega tambaleante y con espada en mano. El pirata, tras echar mano a otra de sus pistolas y disparar contra el caballero, que se sigue manteniendo en pie, desenvaina su sable y se enfrenta a su oponente en un combate de esgrima. La  ventaja de fuerza bruta  del caballero es contrarrestada   y mantenida a raya por la agilidad y habilidad del pirata, hasta que un golpe lo manda al suelo. Sin embargo, se levanta y logra dominar al caballero hasta derribarlo de una patada y arrojar un puñado de arena a su celada. El cegado caballero embiste contra el pirata con un tackleo , pero el otro logra voltearlo  para caer sobre él y consigue alcanzar una de sus pistolas, caída sobre la arena. Momentos después, el pirata sube la celada del caballero y dispara entre sus ojos. Tras haber vencido, el pirata, junto a un bote varado, lanza un grito triunfal.
Ganador: Pirata

### Episodio 5:YakuzavsMafia
- Equipo Yakuza: Zero Kazama (actor, karateca, experto en armas yakuza), David Kono (descendiente Yakuza/historiador).

- Equipo Mafia: Joe Ferrante (experto en armas Mafia, historiador), Thomas Bonanno (descendiente Mafia-primo de Joe Bonanno/historiador).

|                  | Yakuza              | Víctimas | Mafia              | Víctimas |
| ---------------- | ------------------- | -------- | ------------------ | -------- |
| Corto alcance    | Nunchaku            | 9        | Bate de béisbol    | 23       |
| Medio alcance    | Walther P38         | 10       | Escopeta recortada | 38       |
| Largo alcance    | Sten                | 359      | Tommy Gun          | 499      |
| Armas especiales | Sai                 | 10       | Picahielo          | 24       |
| Explosivos       | Granada de cerámica | 26       | Cóctel Molotov     | 2        |
| Total            |                     | 414      |                    | 586      |

#### Simulación
En la recepción de un hotel, cinco miembros de la Yakuza entran por una puerta para encontrarse a otros cinco de la mafia en el lado contrario, con un pequeño grupo de gente en medio. Uno de los mafiosos enciende un cóctel Molotov, rápidamente notado por los civiles; esto hace que cunda el pánico y comienza el tiroteo. Los que se hallaban en el hotel son asesinados, y uno de ellos es usado como escudo por el líder Yakuza. Los hombres se refugian tras sillones, sofás, puertas y lo que encuentran, mientras una granada de cerámica de los japoneses desaloja el mostrador con uno de los mafiosos en él; el líder japonés huye hasta un ascensor donde casualmente se hallaba un integrante de la mafia. Después de un forcejeo, el Yakuza usa sus sais contra la navaja del integrante de la mafia, logrando herirlo con ellos y rematarlo con la Walther. Las escaramuzas continúan en unas escaleras, donde un mafioso derriba a un Yakuza con ráfagas de Tommy, pero otro japonés lo mata. En un sótano, el líder de la mafia embosca con un bate de béisbol a un japonés; a pesar de la resistencia de éste con los nunchakus y su habilidad en artes marciales
el mafioso lo derriba y le da una golpiza para asegurarse. Bajando hasta un cuarto de calderas, ambos líderes se enfrentan a tiros; el Yakuza logra encañonar al mafioso, pero su pistola está descargada y el otro consigue llevar el combate al terreno del cuerpo a cuerpo. El Yakuza domina el enfrentamiento con sus sais y su habilidad marcial en contraste a la brutalidad del mafioso pero, sorprendentemente, el líder de la mafia logra herir en un brazo al japonés con su navaja y degollarlo mientras hace esto hiere al yakuza en la cara con una las calderas. Tras ello, el italiano saca un cigarro puro y lo enciende tranquilamente, satisfecho con su victoria.
Ganador: Mafia

### Episodio 6:Boina VerdevsSpetsnaz
- Equipo Boina Verde : Matt Anderson (ex Boina Verde), Sgt.George Gómez (instructor Boina Verde).

- Equipo Spetsnaz: Sonny Puzikas (ex operatorio Spetsnaz), Maxim Franz (ex operatorio naval Spetsnaz).

|                  | Boina Verde             | Víctimas | Spetsnaz           | Víctimas |
| ---------------- | ----------------------- | -------- | ------------------ | -------- |
| Corto alcance    | Pistola Beretta         | 4        | Pistola Makarov    | 12       |
| Medio alcance    | Escopeta Mossberg       | 42       | Escopeta Saiga     | 104      |
| Largo alcance    | Carabina M4A1 Fusil M24 | 311 85   | AKS-74U Dragunov   | 288 84   |
| Armas especiales | Pala E-Tool             | 3        | Cuchillo balístico | 7        |
| Explosivos       | Granada M67             | 36       | Granada RGD-5      | 24       |
| Total            |                         | 481      |                    | 519      |

#### Simulación
La batalla, realizada por equipos, tiene lugar en una ciudad abandonada, concretamente en una vieja casa deshabitada. El equipo de spetsnaz se aproxima a la puerta, entrando en la casa; al mismo tiempo, otro grupo de boinas verdes penetra por el lado contrario del lugar. Finalmente, los equipos se encuentran cuando un boina verde lanza una granada a un pasillo donde confluyen ambos grupos, y comienza el tiroteo. Las bajas se suceden sin cesar, mientras los estadounidenses eliminan lentamente la resistencia. Sin embargo, uno de los spetsnaz abate en poco rato a casi todos los boinas verdes y es perseguido por el último de ellos en un pasillo a oscuras, donde pierde su AK-74. Finalmente, el perseguidor le da alcance en una sala de calderas, y extrae su pala E-tool, efectiva frente al cuchillo bowie del ruso, que es desarmado. El spetsnaz es derribado, pero en un forcejeo logra zafarse del estadounidense; cuando este carga contra él pala en alto, el spetsnaz saca de la bota su cuchillo balístico y dispara la hoja contra la garganta del boina verde. Victorioso, el spetsnaz lanza su grito de guerra "Ya Spetsnaz!" ("Soy un spetsnaz" en ruso) y proclama "nadie nos derrotará", en su mismo idioma. Tras ello, el ruso deja el edificio.
Ganador: Spetsnaz

### Episodio 7:Monje ShaolinvsGuerrero Maorí
- Equipo Monje de Shaolin: Eric Chen (experto en kung fu e historiador), Wang Wei (campeón nacional de wushu) y Alfed Hsing (experto en armas chinas).
- Equipo Guerrero Maorí: Seamus Fitzgerald (historiador), Jared Wihongi (instructor de fuerzas especiales), Sala Baker (experto en armas maoríes)

|                  | Monje de Shaolin     | Víctimas | Guerrero Maorí              | Víctimas |
| ---------------- | -------------------- | -------- | --------------------------- | -------- |
| Corto alcance    | Agujas emei          | 31       | Mere                        | 78       |
| Medio alcance    | Vara Ganchos gemelos | 57 566   | Taiaha Lanza de mantarraya  | 151 6    |
| Armas especiales | Cadena látigo        | 38       | Porra de dientes de tiburón | 73       |
| Total            |                      | 692      |                             | 308      |

#### Simulación
En una zona similar a un valle, el monje de Shaolin se halla entrenando con Tai Chi, cuando escucha un extraño sonido y va a averiguar su procedencia. El sonido resulta ser el guerrero maorí entonando el haka Ka Mate. Después de acabar el canto, el monje realiza un saludo y el maorí toma su lanza. Entonces el maorí embiste, siendo acrobáticamente esquivado por el monje. Este saca un martillo meteoro y lo hace girar varias veces para golpear al indígena, pero al enrollarse alrededor del asta de la lanza, la fuerza superior del maorí hace que el monje pierda su arma y huya. El monje toma sus armas de detrás de un árbol y, tras ser dado alcance por el maorí, las suelta y esgrime una cadena látigo, haciéndola girar para atacar al enemigo; a pesar de ser derribado, el monje la sigue girando desde una posición supina para mantener a raya al indígena. Tras perderla de modo similar al arma anterior, el monje vuelve a agarrar sus armas y huye hacia otro lugar, en el que esgrime su vara contra la taiaha de su rival. Usando su agilidad, el monje hace frente al maorí hasta que un golpe de la taiaha rompe su vara. Entonces el monje toma sus ganchos gemelos y los usa para arrancar el arma de manos del maorí, así como herirlo en el abdomen al unir ambos ganchos, antes de que una carga de hombro del indígena lo envíe al suelo. Pero después de eyectar con las piernas al maorí, el monje de Shaolin se levanta con rapidez y esgrime sus agujas emei contra la porra de dientes de tiburón y el mere de su oponente. En los últimos momentos del combate, el monje bloquea un brazo del maorí para hacerle soltar una de las porras, pero recibe una herida en el torso de la otra; contraatacando velozmente, el monje clava sus agujas emei en la yugular del maorí, acabando con él. Tras esto, el monje Shaolin realiza un saludo y se va.
Ganador: Monje Shaolin

### Episodio 8:William WallacevsShaka Zulú
- Equipo William Wallace: Kieron Elliott (experto en armas highlander), Anthony De Longis (Profesor de esgrima).

- Equipo Shaka Zulu: Earl White (maestro luchador con palo zulú), Jason Bartley (experto en combate zulú).

|                  | William Wallace    | Víctimas | Shaka Zulú        | Víctimas |
| ---------------- | ------------------ | -------- | ----------------- | -------- |
| Corto alcance    | Martillo de guerra | 65       | Hacha zulú        | 70       |
| Medio alcance    | Claymore           | 319      | Iklwa e Ishlangu  | 307      |
| Largo alcance    | Mangual            | 1        | Iwisa             | 2        |
| Armas especiales | Targe & Dirk       | 236      | Saliva envenenada | 0        |
| Total            |                    | 621      |                   | 379      |

#### Simulación
En una zona de alta montaña, William Wallace divisa el panorama. Shaka Zulú llega corriendo a su encuentro y, esquivando el mangual de Wallace, lanza una iwisa, que rebota en el escudo del escocés. Tras un choque de golpes, William usa la púa del escudo para herir en la pierna al zulú; este reacciona y logra dominar a Wallace con hábiles golpes, pero no por mucho tiempo, ya que es derribado. En el suelo, el escocés pierde su escudo, pero logra alejar al zulú con su martillo. Wallace desenvaina el claymore contra el hacha y la iwisa de Shaka, recibiendo una herida en la pierna pero haciendo que el indígena huya. El zulú esquiva la daga de Wallace y mastica un puñado de hierbas para usar su técnica de escupir veneno, pero es inútil ante la embestida de William. Tras un intercambio de acertados tajos, Shaka hunde su ikla en el abdomen de Wallace; creyéndolo moribundo, el indígena salta con su arma a punto para rematarlo, pero el escocés levanta la claymore y Shaka cae empalándose sobre él. Vencedor, William Wallace lanza un grito de victoria.
Ganador: William Wallace

### Episodio 9:IRAvsTalibán
- Equipo IRA: Skoti Collins (exmiembro del IRA (sobrino de Michael Collins)/historiador), Peter Crowe (experto en armas del IRA), experto en explosivos desconocido (identidad clasificada).

- Equipo Talibán: Fahim Fazli (exluchador libre Mujahideen), Alex Sami (especialista en lucha contra el terrorismo).

|                  | IRA                | Víctimas | Talibán               | Víctimas |
| ---------------- | ------------------ | -------- | --------------------- | -------- |
| Corto alcance    | Tirachinas         | 2        | Bayoneta              | 35       |
| Medio alcance    | Lanzallamas LPO-50 | 70       | Lanzacohetes RPG-7    | 162      |
| Largo alcance    | AR-15 ArmaLite     | 315      | Fusil de asalto AK-47 | 245      |
| Armas especiales | Bomba de clavos    | 130      | Mina PMN              | 41       |
| Total            |                    | 517      |                       | 483      |

#### Simulación
Los dos equipos, compuesto cada uno de cinco miembros, se acercan por lugares opuestos a un gran desguace de coches. Moviéndose entre los restos de chatarra, los dos equipos contactan en un espacio abierto, donde intercambian varias ráfagas, cayendo un soldado de cada bando; el resto se dispersa y huye entre los coches. En plena persecución, un IRA pisa una mina y es eliminado, siendo catapultado al techo de un coche. Mientras tanto, otro IRA elimina a un talibán con su lanzallamas, pero un enemigo surge a su espalda y dispara contra el tanque de gas del arma, lo que hace que estalle, matando al irlandés. Entonces, un certero disparo de un RPG a larga distancia elimina al penúltimo IRA, lo que deja a los equipos en proporción de tres a uno. El último irlandés, registrando una vieja caravana, se topa con un corpulento talibán contra el que entabla una lucha cuerpo a cuerpo; a pesar de la ventaja del asiático, el irlandés logra zafarse al tiempo que el talibán del lanzacohetes dispara contra la caravana. El IRA logra eyectarse por una ventana, pero no así su rival, que es eliminado por su propio compañero. Otro soldado talibán se acerca al irlandés, pero este usa el tirachinas y la puerta de un coche para apoderarse de la bayoneta del talibán y apuñalarlo con ella. Quedando un único miembro de cada equipo, el IRA recupera un fusil ArmaLite y atrae al talibán restante hasta un autobús desguazado, en el que entran. Sin embargo, el irlandés sale por otra puerta del vehículo, no sin antes colocar una bomba lapa en el dintel y atrancar la puerta con el fusil. Tras mostrar con una risa burlona el detonador al sorprendido asiático, el irlandés huye lejos y activa la bomba. Tras matar al talibán y lograr la victoria, el irlandés levanta su puno y grita: "EIRE", que quiere decir Irlanda.
Ganador: IRA

### Batalla antiguo
Para el antiguo bloque de eliminación, los guerreros reunidos incluían Apache, Samurai, Spartan, Shaolin Monk y William Wallace. El Monje Shaolin fue eliminado automáticamente de la carrera debido a su pasividad y por su falta de armadura. William Wallace fue eliminado debido a la falta de un formidable armamento de largo alcance, así como a su cota de malla fácilmente penetrable. El Apache fue eliminado por su falta de armadura y armas penetrantes. Se decidieron por el Spartan y Samurai, los capitanes de equipo de los equipos restantes regresaron para volver a probar sus armas contra diferentes adversarios.
Representante espartano: Barry Jacobsen (Historiador espartano)

Armas espartanas: Espada corta, Lanza, Jabalina, Escudo
Representante Samurai: Tetsuro Shigematsu (Descendiente Samurai)

Armas Samurai: Katana, Yari, Yumi, Kanabo
|                        | Espartano    | Muertes | Samurai      | Kills |
| ---------------------- | ------------ | ------- | ------------ | ----- |
| Armas de corto alcance | Espada corta | 10      | Katana       | 15    |
| Armas de medio alcance | Lanza        | 396     | Jumonji Yari | 523   |
| Armas de largo alcance | Javelin      | 20      | Yumi         | 20    |
| Armas especiales       | Escudo       | 10      | Kanabo       | 9     |
| Total                  |              | 473     |              | 567   |

- Para las armas de corto alcance, la katana samurái se probó contra la espada corta de los espartanos, la xiphos. Se revisaron las imágenes de las pruebas de ambos episodios anteriores. El borde se le dio a la "katana" por cortar dos cerdos, mientras que el "xiphos" ni siquiera atravesó uno. La katana también tenía ventaja en longitud sobre las xiphos.
- Para las armas de rango medio, el Jumonji Yari del samurái se enfrentó a un torso de gel con un escudo espartano en el frente. El Yari fue lo suficientemente bueno como para enganchar el espacio de apertura del escudo para cortar el área del cuello.
- Para las armas de largo alcance, ambos equipos revisaron las imágenes de la jabalina del Spartan y el yumi del Samurai. La jabalina se consideró un arma utilizada contra formaciones masivas en lugar de un solo enemigo, mientras que el "Yumi" tenía velocidad, poder letal y precisión. El Yumi recibió unánimemente (incluido el experto espartano) la ventaja debido a su alta velocidad y precisión letal.
- Para las armas especiales, el kanabo y el escudo espartano se enfrentaron entre sí. Si bien el "kanabo" utilizado en las pruebas causó un daño estructural considerable al escudo vikingo al principio de la primera temporada, el escudo espartano era demasiado sólido para que el "kanabo" lo dañara y resultó ileso, excepto por algunas abolladuras. El impacto del kanabo en el escudo espartano se midió aproximadamente en 425 psi (299 mca) (aproximadamente 50 psi menos que lo que generó contra el escudo vikingo). Se demostró que el escudo espartano era un arma tan poderosa como siempre y, por lo tanto, se le dio ventaja.
- A pesar de que solo probó un arma (la Yumi) en el episodio original, se eligió a Shigematsu para probar las otras tres armas samurái, en lugar de Chan, que es físicamente más imponente. Además de no ser un experto entrenado, la naturaleza basada en la fuerza del arma habría sesgado los resultados en contra del samurái. Esto fue especialmente evidente en las pruebas de Kanabo, donde se registró una fuerza significativamente menor.
- Este es el tercer episodio que tiene un empate en los bordes de las armas.
- Según las estadísticas enumeradas en sus enfrentamientos de temporada regular, el Spartan tenía una ventaja de tamaño significativa de 5 pulgadas y 30 lbs. El Spartan también tenía equipo que pesaba 5 libras menos.

#### Recreación de un partido antiguo
En un bosque el samurái ve al espartano que lanza la jabalina pero falla, luego el samurái intenta atacarlo con el arco yumi pero las flechas se atascan en el escudo, luego saca el kanabo e intenta atacarlo pero no lo hace No tiene mucho efecto, sin embargo logra romper el asta de la lanza del espartano el cual se ve obligado a desenvainar la espada corta, empuja al samurái con el escudo haciéndolo caer y el kanabo va cuesta abajo por la ladera, entonces el samurái saca la katana, pelean pero no pueden hacerse daño mutuo, entonces el samurái toma el jumonji yari que estaba detrás de un árbol, logra enganchar el escudo, abriendo la guarda y cortando la garganta del espartano.
Ganador Antiguo: Samurai

### SpetsnazvsIRA
- Representante Spetsnaz: Sonny Puzicas (exagente Spetsnaz).

- Representante IRA: Skoti Collins (exmiembro del IRA (sobrino de Michael Collins)/historiador).

|                  | Spetsnaz           | Víctimas | IRA                                          | Víctimas |
| ---------------- | ------------------ | -------- | -------------------------------------------- | -------- |
| Corto alcance    | Pistola Makarov    | 20       | Revólver Webley                              | 8        |
| Medio alcance    | Escopeta Saiga     | 92       | Lanzallamas LPO-50                           | 11       |
| Largo alcance    | AKS-74U Dragunov   | 472 120  | AR-15 ArmaLite Fusil de francotirador H&K G3 | 175 47   |
| Armas especiales | Cuchillo balístico | 6        | Tirachinas                                   | 3        |
| Explosivos       | Granada RGD-5      | 7        | Bomba de clavos                              | 20       |
| Total            |                    | 736      |                                              | 264      |

#### Simulación
Un equipo de cinco Spetsnaz entra a un recinto alambrado. Entonces un francotirador del IRA abate al primer ruso, comienza el combate. Tras verificar que está muerto, sus compañeros dejan a su camarada abatido y se dispersan por el área, mientras el IRA escucha los disparos y se pone en alerta. El francotirador irlandés intenta, sin éxito, derribar a los Spetsnaz, hasta que otro francotirador perteneciente a estos lo elimina con su Dragunov. Los rusos irrumpen en una nave, donde inician un tiroteo con los soldados del IRA. Estos retroceden para emboscar a los rusos, pero son emboscados a su vez por un de ellos, que mata a un IRA con una granada. Mientras tanto, dos Spetsnaz hieren a un irlandés que huye, pero una bomba lapa de clavos mata a uno de los rusos. Siguiendo las huellas de sangre del herido, uno de los Spetsanz se enfrenta a él cuerpo a cuerpo, matándole con su cuchillo. Pero un IRA equipado con lanzallamas atrapa al ruso en su huida y lo calcina. El irlandés se gira, pero otro Spetsnaz estaba tras él y el IRA muere de un disparo a bocajarro en la cabeza. Eventualmente, los dos últimos Spetsnaz entran al lugar donde se esconde el último de los irlandeses, que mata a uno de los rusos. Después de un pequeño tiroteo, ambos están frente a frente, pero el revólver del IRA, de menor capacidad, se halla vacío y el ruso lo mata de un disparo en el cuello con su Makarov. Tras ello, el Spetsnaz lanza su grito de triunfo, al igual que en su anterior combate.
Ganador: Spetsnaz

## Temporada 2

### SWATvsGSG 9
- Equipo SWAT: Jon Darrah (9 años veterano de SWAT), Steve Gordon (operador Metro SWAT).

- Equipo GSG9: Michael Nagel (ex infantería alemana), Damien Puckler (instructor GSG9 de combate sin armas).

|                  | SWAT                     | Víctimas | GSG9                    | Víctimas |
| ---------------- | ------------------------ | -------- | ----------------------- | -------- |
| Corto alcance    | Benelli M4               | 80       | Remington 870           | 81       |
| Medio alcance    | LWRC-PSD                 | 227      | HK G36                  | 136      |
| Largo alcance    | Remington 700            | 271      | HK PSG1                 | 205      |
| Armas especiales | Pistola de electrochoque | 0        | Granada de aturdimiento | 0        |
| Total            |                          | 578      |                         | 422      |

Simulación
Un camión SWAT ingresa a un pueblo que parece deshabitado. Al mismo tiempo, un equipo GSG 9 de 4 miembros (Al igual que el SWAT) rompe un alambrado e ingresa. Los grupos se dividen por el lugar. Un GSG 9 ingresa en una habitación, donde es emboscado por la pistola de electrochoque de un SWAT. El alemán cae, pero llega un compañero suyo, que descubre al estadounidense. El norteamericano dispara con el LWRC PSD, pero el GSG 9 le gana de mano con el Heckler & Koch G36. Los 2 alemanes salen al exterior, pero uno cae por el Remington 700 de un SWAT. En otra habitación, un SWAT intercambia tiros con su PSD contra la Remington 870 del alemán. Este último arroja una granada de aturdimiento al estadounidense, por lo que lo aturde, y lo ejecuta. Otro GSG 9 sale al exterior, pero es aniquilado por un SWAT con su LWRC PSD. Un GSG 9 intercepta al SWAT, y lo mata con el Heckler & Koch PSG1. El último SWAT lo intercepta y lo mata con el Fusil Remington. El SWAT se esconde en un auto cercano al camión SWAT, por lo que cuando el último GSG 9 se acerca a este camión, el SWAT sale del auto y lo mata con la Benelli M4. Tras comprobar la muerte del alemán, el estadounidense posa con el camión SWAT de forma ganadora.
Ganador: SWAT

### Atila el HunovsAlejandro Magno
- Equipo Atila el Huno: Sean Pennington (experto en combate antiguo), Robert Borsos (experto arquero a caballo).

- Equipo Alejandro Magno: Kendanl Wells (experto en armas punzantes), Peter van Rossum (campeón en espada y escudo), Rashad Evans (ex campeón UFC).

|                  | Atila el Huno   | Víctimas | Alejandro Magno | Víctimas |
| ---------------- | --------------- | -------- | --------------- | -------- |
| Corto alcance    | Espada de Marte | 117      | Kopis           | 120      |
| Medio alcance    | Lazo            | 30       | Xyston          | 225      |
| Largo alcance    | Arco huno       | 354      | Gastrafetes     | 52       |
| Armas especiales | Hacha escita    | 95       | Balista         | 7        |
| Total            |                 | 596      |                 | 404      |

#### Simulación
Atila y 2 compañeros suyos descansan y almuerzan en una pequeña ciudad que acaban de saquear y arrasar, al mismo tiempo que, en la lejanía, Alejandro Magno y 2 de sus soldados se acercan a la ciudad con la balista. Estos últimos disparan el artefacto y la flecha va a parar a uno de los hunos, acabando con él. Atila y su otro compañero se alarman y ven a Alejandro y sus hombres acercándose, Alejandro a caballo. Atila sube a su caballo y se prepara para luchar mientras su compañero dispara a sus enemigos con el arco compuesto, y logra matar a uno de ellos, al cual no le da tiempo a cargar el gastraphetes. Alejandro Magno ataca a ese huno y acaba con él utilizando el xiston, pero Atila le arroja el lazo, sin éxito. Ambos jinetes empiezan a forcejear entre sí desde sus caballos hasta que caen al suelo. Atila ataca con su hacha escita, pero Alejandro logra protegerse de ella con su escudo y desenvaina su kopis. Atila ataca ahora con su espada de Marte, pero la pierde en combate y ha de desarmar a su enemigo y luchar a puñetazo limpio por sobrevivir. En plena pelea, Atila intenta alcanzar su espada pero Alejandro se lo impide. Atila se quita a su oponente de encima de una patada y coge su espada, de modo que cuando Alejandro se lanza a por él, Atila le clava su arma en el cuello y lo mata. Victorioso, Atila lanza un grito de triunfo.
Ganador: Atila el Huno

### Jesse JamesvsAl Capone
Equipo Jesse James: Joey Dillon (campeón pistolero), J. W. Wiseman (experto en tiro al blanco).
Equipo Al Capone: Meyer Lansky (descendiente de mafiosos), Johnny Lew Fratto (descendiente de mafiosos, experto sobre Al Capone).
|                  | Jesse James                              | Víctimas | Al Capone         | Víctimas |
| ---------------- | ---------------------------------------- | -------- | ----------------- | -------- |
| Corto alcance    | Cuchillo Bowie                           | 13       | Estilete          | 1        |
| Medio alcance    | Colt Navy 1851 y Colt Single Action Army | 203      | Subfusil Thompson | 338      |
| Largo alcance    | Fusil Winchester                         | 326      | Granada Mk 2      | 116      |
| Armas especiales | Cacha del revólver                       | 2        | Nudilleras        | 1        |
| Total            |                                          | 544      |                   | 456      |

Simulación
La batalla comienza en un museo de historia de Estados Unidos en Chicago organizando una exposición sobre bandoleros del Antiguo Oeste. En el interior, Jesse James, su hermano Frank James, y dos miembros de pandillas ven un pequeño mostrador que dice claramente "Monedas de oro de la Guerra Civil Estadounidense" lo cual rompe y tomando las monedas de oro, mientras tanto a las afueras del museo llega Al Capone al parecer con los mismos planes y acompañado por otros tres secuaces los cuales entran al museo, cuando jessie robaba el oro del museo oye a Al Capone y a sus aliados entrar al museo cuando Jesse y sus compañeros los escuchan y deciden ir a ver lo cual al llegar a una especie de tribunal del viejo oeste lo cuan cuando ambos bandos se encuentran iniciando la batalla lo cual Jesse ataca a Al Capone con sus revólveres pero uno de los mafiosos contraataca con el subfusil Thompson matando a uno del equipo de Jesse pero uno de los cómplices de Jesse logra matar a uno de Al Capone con su Winchester que obtuvo rompiendo otro mostrador que guarda ese tipo de arma tras la primera pelea Jesse y el resto de su equipo se ve obligado hacer una retirada estratégica hacia las oficinas del museo, mientras tanto uno de los mafiosos le dice a Al Capone que es seguro pasar y Capone se pone al frente con su estilete para así enfrentarse con Jesse en su última confrontación, mientras los mafiosos buscan a los bandidos lo cual esto nos lleva a un corredor en donde uno de los mafiosos abre fuego con el subfusil contra uno de los bandidos. Pero cuando avanza con el fuego intenso, uno de los bandidos escondo en una de las puertas lo ataca con su cuchillo y lo mata y continua. Pero Al Capone llega lo remata con su estile venciendo a su rival. Pero Jesse y el resto de su equipo llega a las oficinas y uno de los compañeros de Jesse le dice que se apresure. En ese momento, el resto del equipo de Al Capone llega y abre fuego. Pero uno de los bandido abre fuego con su fusil matando al mafioso, pero Capone lanza una granada matando al bandido. Pero Jesse sorprende a Capone con sus revólveres con una sonrisa confianzuda en el rostro. Pero cuando aprieta el gatillo, se da cuenta de que ya no tiene municiones y es forzado a huir hacia una especie de cárcel representativa del viejo oeste, mientras Al Capone se pone sus nudilleras para la última pelea con Jesse. Mientras tanto, Jesse una vez dentro de la exhibición saca su revólver para dar golpes y su cuchillo, y espera a Capone. Cuando llega, Jesse salta dando un grito de batalla lanzándose contra Capone, lo cual empieza la última batalla. Capone responde con un puñetazo a la cara de Jesse, pero el vaquero responde con un cachazo de revólver. Entonces Capone logra parar su ataque y lo empieza a golpear en su estómago. Pero Jesse logra golpear a Capone en la espalda, aunque Capone lo arroja a la celda en donde lo sigue golpeando y lanzándolo contra la pared. Pero Jesse saca su cuchillo y contraataca, dándole un cuchillazo a Capone. Pero Capone logra reducirlo y golpearlo contra las rejas. Ya casi listo para dar el golpe final, Jesse suelta una risotada y cuando Al Capone alza su mirada, ve a Frank James (hermano de Jesse) quien le dispara en la frente, derrotándolo definitivamente. Por último, Jesse se levanta y los dos hermanos se abrazan mientras corren y roban todo lo que pueden para celebrar su victoria.
Ganador: Jesse James

### Jaguar aztecavsGuerrero azande
- Equipo Jaguar Azteca: David Lavera (descendiente azteca/artista marcial), Eder Saul López (historiador de combate azteca).

- Equipo Guerrero Zande: Coley Mustafa Speaks (especialista en combate azande), Gordon Jock (especialista en historia azande).

|                  | Jaguar azteca               | Víctimas | Guerrero azande | Víctimas |
| ---------------- | --------------------------- | -------- | --------------- | -------- |
| Corto alcance    | Cuchillo ceremonial tecpatl | 32       | Makraka         | 91       |
| Medio alcance    | Macuahuitl                  | 319      | Makrigga        | 289      |
| Largo alcance    | Atlatl y Tlacochtli         | 86       | Kpinga          | 127      |
| Armas especiales | Honda                       | 11       | Botto & Pima    | 45       |
| Total            |                             | 448      |                 | 552      |

#### Simulación
El Jaguar Azteca sube a una colina y observa el panorama, en otra colina, el Guerrero Azande lanza un grito de batalla. El Azteca toma una atlatl y la arroja contra el africano, siendo esquivada ágilmente por el Azande. El Azteca lanza varios atlatls, sin embargo, el africano las esquiva fácilmente. Tras este evento, el Azande baja de la colina y toma su botto y pimas y corre hacia el Azteca. El Guerrero Jaguar lanza un último atlatl y el Azande la esquiva, después el africano lanza una pima hiriendo al Mesoamericano. El Azteca baja de la colina y toma su tematlatl y lanza un proyectil al africano pero este lo esquiva. El Azande toma su kpinga y la lanza cortando al Azteca en la rodilla, el guerrero Jaguar toma su macuahuitl y corta en el pecho al Azande, este toma su makraka y la entierra en el penacho del Azteca. El Guerrero Azteca desenvaina su cuchillo tecpatl y lo clava en el africano, este huye rápidamente y el Azteca vuelve a tomar su macuahuitl y corre detrás del Azande. Al alcanzarlo, el africano toma su makrigga, da media vuelta y lo entierra en el estómago del Azteca, dándole muerte.
Ganador: Guerrero Azande

### Waffen-SSvsViet Cong
- Equipo Waffen-SS:Silvio Wolf Busch (exmilitar alemán), Robert Wilhelm-McCain (historiador militar alemán).
- Equipo Viet Cong:Tuan Nguyen (veterano de la Guerra de Vietnam), Danny Boyer (experto en armas del Viet Cong).

|                  | Waffen-SS        | Víctimas | Viet Cong          | Víctimas |
| ---------------- | ---------------- | -------- | ------------------ | -------- |
| Corto alcance    | Mauser C96       | 50       | Tokarev TT-33      | 42       |
| Largo alcance    | MP28             | 310      | MAT-49             | 177      |
| Explosivos       | Bouncing Betty   | 76       | Granada F-1 POMZ-2 | 81       |
| Armas especiales | Flammenwerfer 41 | 178      | Estaca Punji       | 86       |
| Total            |                  | 614      |                    | 386      |

#### Simulación
En un campo de prisioneros en Vietnam, un oficial del Waffen-SS capturado es llevado ante el líder Viet Cong. Este comienza a interrogarle, sin saber que un escuadrón Waffen-SS va a su rescate; eventualmente, el nazi escupe a la cara al asiático y este levanta su arma para acabar con él, pero certeros disparos de los alemanes lo eliminan. Entonces empieza un denso tiroteo, aprovechando el oficial Waffen-SS para reunirse con sus aliados, uno de los cuales es eliminado. Los alemanes se baten en retirada, al tiempo que el oficial se encuentra con ellos y recibe una C96 de un soldado; ante sus ojos, el soldado alemán cae en una trampa Punji. Uno de los vietnamitas es eliminado por una mina y el resto de sus hombres persigue a los nazis hasta un río, en el que uno de ellos muere al activar una trampa explosiva. El oficial Waffen-SS y su último hombre abaten cada uno a un Viet Cong, de modo que solo queda uno. El asiático es perseguido a ráfagas por un alemán, pero el arma se queda sin munición y el nazi es muerto a tiros por el Viet Cong con su Tokarev. Los dos últimos enemigos intercambian disparos, hasta que el arma del alemán se queda sin munición. Al Viet Cong le sucede lo mismo, pero aún le quedan balas en el cinto y la recarga. Sin embargo, el oficial alemán ha tenido tiempo para llegar hasta un Kubelwagen y tomar su Flammenwerfer, y se aposta tras el coche. Creyendo que su enemigo está desarmado, el vietnamita se acerca tranquilamente disparando contra el vehículo, pero en ese instante el oficial Waffen-SS se alza y dispara su lanzallamas contra el Viet Cong, matándolo. Momentos después, el alemán lanza un fuerte grito de victoria.
Ganador: Waffen-SS

### Centurión RomanovsRajput
- Equipo Centurión Romano: Terence Rotolo (especialista en combates de la antigüedad), Matt Lasky (historiador de armas romanas).

- Equipo Rajput: Gugun Deep Singh (descendiente rajput/experto en armas de los rajput), Bhajnet Singh (maestro de gatka), Sukhwinder Singh (experto en el manejo del Aara).

|                  | Centurión Romano | Víctimas | Rajput  | Víctimas |
| ---------------- | ---------------- | -------- | ------- | -------- |
| Corto alcance    | Gladius          | 223      | Khanda  | 328      |
| Medio alcance    | Pilum            | 44       | Aara    | 0        |
| Largo alcance    | Escorpión        | 4        | Chakram | 53       |
| Armas especiales | Dolabra          | 114      | Katar   | 234      |
| Total            |                  | 385      |         | 615      |

#### Simulación
El rajput camina por una zona boscosa cuando se escucha un sonido extraño, algo como una rueda de piñones. Entonces el rajput ve al centurión preparando su ballesta scorpion, y este último la dispara. A pesar de fallar el tiro, el romano consigue hacer que su enemigo huya, y se lanza a la carga con su pilum. El rajput y el centurión romano intercambian el chakram y el pilum, sin éxito, y el centurión ataca con la dolabra, mientras el hindú se defiende con la aara. Este último logra derribar a su enemigo y se lanza a rematarlo, pero el romano lo esquiva y sigue atacando. El centurión falla uno de sus golpes y el rajput aprovecha para partir el mango del hacha con su khanda. Entonces, ambos contrincantes luchan en un combate de esgrima cuando el romano desenvaina su gladius, y este logra desarmar y herir a su enemigo, pero el rajput consigue sacar su katar a tiempo, y se lo clava en el estómago, hiriéndolo gravemente. El hindú echa mano de su khanda y remata a su moribundo enemigo de un corte. Después, lanza un grito de triunfo.
Ganador: Rajput

### Piratas somalíesvsCártel de Medellín
- Equipo Piratas somalíes: Abdi Ali (nativo de Somalia/veterano del ejército), Haji Ukajh (refugiado somalí/experto en armas).

- Equipo Cártel de Medellín (Km-66): Michael Corleone Sepúlveda (hijo de Griselda Blanco), Kenny "Kenji" Gallo y Lucas Rodríguez (exnarcotraficante).

|                  | Pirata Somalí    | Víctimas | Cártel de Medellín | Víctimas |
| ---------------- | ---------------- | -------- | ------------------ | -------- |
| Corto alcance    | Gancho de amarre | 8        | Machete            | 54       |
| Medio alcance    | AK-47            | 204      | Mini-Uzi           | 188      |
| Largo alcance    | PKM              | 140      | Ametralladora M60  | 96       |
| Armas Explosivas | RPG-7            | 170      | Coche-bomba        | 140      |
| Totals           |                  | 522      |                    | 478      |

#### Simulación
Una embarcación pequeña avanza sobre el mar acercándose a la costa, a bordo hay cuatro piratas somalíes. En la costa está el Cartel de Medellín reunido en su centro de operaciones escuchando música popular colombiana y repartiendo su dinero. Los somalíes desembarcan y se adentran donde está el cartel, pero un pirata se queda afuera equipado con un RPG-7. Estos inician la batalla cuando uno le dispara y mata a un colombiano con su ametralladora PKM, iniciando así el tiroteo. Aprovechando la confusión un colombiano lucha cuerpo a cuerpo contra un somalí, quien se defiende usando su gancho de amarre, pero muere al cortarle la mano y la garganta con su machete por parte del colombiano; pero este muere cuando otro somalí le dispara con un AK-47. Los dos colombianos restantes tratan de escapar, pero un somalí hiere a un colombiano que trata de defenderse con su Mini-Uzi, pero este cae inconsciente y, en signo de burla, el somalí se fuma el tabaco que el colombiano se estaba fumando. Mientras, el otro colombiano sigue corriendo tratando de escapar, pero un somalí lo descubre; se inicia otro tiroteo y cae el pirata somalí, quien muere al ser alcanzado por los proyectiles de la M60. Luego, el somalí que hirió al colombiano con el Mini-Uzi, enciende el carro que se encuentra estacionado y que además tiene dólares y droga, y llama a su compañero que se había quedado afuera, pensando que ya habían matado a todos. De repente, cuando el somalí se va acercando al carro, el colombiano que había caído inconsciente pero herido, se despierta y activa la carga del coche-bomba. Este explota y mata al colombiano herido y al somalí dentro del carro. El colombiano que había huido, oye la explosión y sale para ver lo que pasó. Inmediatamente el pirata somalí lo ve y le dispara un cohete al colombiano con su RPG-7, quien muere al ser alcanzado por este. El somalí levanta las manos con el arma y grita de júbilo.
Ganador: Piratas somalíes

### Inmortal PersavsCelta
- Equipo Inmortal Persa: Ardeshir Radpour (historiador persa/ecuestre), Cyrus Zahiri (maestro persa en espada).

- Equipo Celta: Francis Brebner (descendiente de clan celta/experto en combate celta), William Spencer Dinnean (descendiente celta/historiador celta), David Baker (experto en espadas y en su manejo).

|                  | Inmortal Persa | Víctimas | Celta              | Víctimas |
| ---------------- | -------------- | -------- | ------------------ | -------- |
| Corto alcance    | Sagaris        | 127      | Espada larga celta | 170      |
| Medio alcance    | Lanza          | 247      | Lancea             | 126      |
| Largo alcance    | Arco           | 180      | Honda              | 1        |
| Armas especiales | Hoz de carroza | 135      | Garrote burda      | 14       |
| Total            |                | 689      |                    | 311      |

#### Simulación
Un inmortal persa divisa el horizonte desde su carro al mismo tiempo que un celta desenvaina su espada y lanza un grito de guerra mientras apunta al frente con su arma, desde su propio carro. El persa alza su arco en señal de ataque, y ambos cocheros dirigen el carro y a sus respectivos guerreros a la carga, en direcciones contrarias. El persa dispara una flecha que impacta en el pecho del cochero celta, dándole muerte. Cuando el carro celta se empieza a desviar por la falta de alguien que controle a los caballos, ambos carros se cruzan y la hoz de carroza persa rompe una rueda del carro enemigo, provocando que el guerrero celta caiga de espaldas desde el carro al suelo. Los persas dan la vuelta para acabar con su derribado contrincante, pero este se levanta y echa a correr hacia sus oponentes gritando enfurecido, no sin antes echar mano de una de las lanceas del carro, que ha volcado. Persa y celta intercambian lancea y flechas, sin ningún resultado. El celta salta para esquivar la hoz persa y prepara su honda, mientras los persas vuelven a la carga. El persa baja de su carro y el celta dispara, matando al cochero. El celta usa la lancea para quitarle la lanza a su oponente y mantenerlo alejado, pero el persa desarma a su enemigo con el hacha sagaris y el europeo se ve obligado a desenvainar su espada y su burda para defenderse. Ningún guerrero consigue hacer gran cosa hasta que el persa huye para alcanzar su lanza persa, y entonces el persa logra clavarle su arma al celta en el pecho y lo mata. Después, lanza su grito de victoria: 'Parsaaa! (¡Persiaaa!)'.
Ganador: Inmortal Persa

### KGBvsCIA
- Equipo KGB: Pavel Ksendz (Descendiente de un agente KGB), Stass Klassen (Instructor militar ruso)
- Equipo CIA: Mike Baker (Instructor de agentes CIA), Frank Dowse (Instructor de Inteligencia)

|                  | KGB                | Víctimas | CIA               | Víctimas |
| ---------------- | ------------------ | -------- | ----------------- | -------- |
| Corto alcance    | Zapato - cuchillo  | 5        | Cuerda de piano   | 1        |
| Medio alcance    | Pistola - cámara   | 10       | Pistola - maletín | 95       |
| Largo alcance    | Skorpion vz. 61    | 361      | MAC-10            | 413      |
| Armas especiales | Cilindro explosivo | 74       | Cigarro explosivo | 41       |
| Total            |                    | 450      |                   | 550      |

#### Simulación
-
Un agente de la CIA (001) está acercándose a una embajada de la URSS con un maletín, mientras que otro agente de la CIA cerca (002) mantiene un puesto de observación con binoculares en una camioneta cercana. Detrás del CIA 001, un agente de la KGB rusa (001) lo sigue. En el interior, CIA 001 está haciendo una transacción de negocios con el agente KGB 002, un doble agente que vende un rollo de película fotográfica recibiendo un maletín lleno de dinero. Con su negocio hecho, CIA 001 ofrece a KGB 002 un cigarro. KGB 002 lo acepta, lo enciende y el cigarro explota en su cara matándolo. CIA 001 se guarda la película en un bolsillo, coge el maletín y sale de la oficina. En el vestíbulo de la embajada, dos agentes de la KGB (003 y 004) simulan estar rodando una película con una cámara, mientras que otro agente de la CIA cerca (003) se sienta cerca con un maletín. KGB 003 gira hacia CIA 001 con la pistola-cámara y le dispara a quemarropa. Al ver esto, la CIA 003 inmediatamente se levanta y dispara a KGB 003 con su pistola-maletín. Como KGB 003 cae muerto, KGB 004 saca su subfusil Skorpion con silenciador y dispara a CIA 003. KGB 004 se arrodilla al cadáver de CIA 001 y se roba la película, al tiempo que los agentes de la CIA 004 y 005 irrumpen en el vestíbulo con subfusiles MAC 10 con silenciador. KGB 004 llega a un ascensor y se pone a salvo. En el interior del ascensor, inspecciona la película y la pone en un cilindro explosivo. Al abrirse la puerta del ascensor, KGB 004 se encuentra cara a cara con KGB 001 y le entrega el cilindro con la película. Frente a la embajada, agente de la KGB 005 espera sus compañeros, sin saber que está siendo vigilado por CIA 002. Al interior de la embajada, KGB 001 y 004 huyen a través de una cocina, cuando la CIA, 004 y 005 los alcanzan. Los agentes CIA disparan, hiriendo a KGB 001. KGB 004 les dispara, sacando a KGB 001 de la línea de fuego. CIA 005 logra acercarse a KGB 004 y ambas agentes luchan, pero KGB 004 logra matar a la mujer agente de la CIA. Mientras sigue en pie, CIA 004 rápidamente logra dispararle a KGB 004 y matarla. Mientras tanto, KGB 001 herido se esconde, mientras que la CIA 004, sigue el rastro de sangre a un baño cercano. Cuando CIA 004 se prepara para inspeccionar un puesto, KGB 001 salta y ataca al agente, haciendo clic en los talones juntos y desenvaina los cuchillos de sus zapatos. El agente de la KGB patea y hiere al agente de la CIA 004, pero este se las arregla para repeler el ataque, disparando su MAC-10, matando a KGB 001. CIA 004 le quita el cilindro, pero al abrirlo detona, matándolo. En el exterior, KGB 005 oye la explosión y sale de su coche, manteniendo su Skorpion bajo su abrigo al entrar en la embajada. Mientras tanto, CIA 002 decide salir de su coche. Dentro de la embajada, KGB 005 ve la mortandad causada por los ya fallecidos agentes de la CIA y KGB. Con el rollo de película destruido, el agente de la KGB 005 vuelve a su coche, sin saber que la CIA 002 está al acecho. Cuando KGB 005 se sienta tras en volante, CIA 002 sale desde el asiento trasero con la cuerda de piano y estrangula el agente de la KGB. El agente lucha infructuosamente y luego muere. Con su trabajo terminado, el agente de la CIA sale del coche, se limpia las manos con una toalla y se arregla su bufanda mientras se aleja.
-
Ganador: CIA

### Vlad el EmpaladorvsSun Tzu
- Equipo Vlad el Empalador: Vaclav Havlik (maestro de combate con espadas medievales), Brahm Gallagher (experto en historia de Vlad).

- Equipo Sun Tzu: Jonnhy Yang (campeón nacional chino de artes marciales), Tommy Leng (experto en historia bélica china).

|                  | Vlad el Empalador | Víctimas | Sun tzu                | Víctimas |
| ---------------- | ----------------- | -------- | ---------------------- | -------- |
| Corto alcance    | Kilij             | 337      | Jian                   | 234      |
| Medio alcance    | Alabarda          | 214      | Zhua                   | 37       |
| Largo alcance    | Arbalesta         | 30       | Ballesta de repetición | 46       |
| Armas especiales | Arcabuz medieval  | 71       | Flechas incendiarias   | 31       |
| Total            |                   | 652      |                        | 348      |

#### Simulación
Sun Tzu se encuentra tomando una infusión y descansando en una zona boscosa (similar a los bosques de Europa Central) cuando Vlad el Empalador se acerca sigilosamente y dispara su arcabuz, rompiendo una de las tazas en las que Sun Tzu estaba preparando las infusiones. Alarmado, Sun Tzu coge su ballesta de repetición y dispara repetidamente, acertando a Vlad en el hombro, y huye. Vlad lo busca armado con su alabarda, pero Sun le dispara una flecha incendiaria desde la copa de un árbol, sin que esta produzca muchos efectos. Este último salta del árbol y Vlad le clava la alabarda en un muslo, hiriéndolo, pero Sun utiliza su habilidad para romper el asta de la alabarda de un golpe y a continuación dejar a Vlad fuera de combate por unos segundos con una patada giratoria. Sun vuelve a huir y utiliza unos ropajes para hacer un señuelo con ellos y engañar a Vlad haciéndole creer que es Sun. Vlad busca a Sun Tzu, pero antes encuentra al señuelo, y dispara una flecha de su arbalesta contra su supuesto enemigo. Al acercarse para verificar su muerte, Vlad ve que es un truco y es emboscado por Sun Tzu en una zona baja, una zanja. Sun ataca usando su zhua, pero no logra hacer gran cosa con ella ya que su oponente desenvaina su kilij. Entonces Sun contraataca con su jian, comenzando un combate de esgrima que finaliza cuando Vlad le corta las manos a su enemigo. Aprovechando la situación, Vlad remata a su moribundo oponente empalándolo (sentándolo en una gran estaca de madera), y lanza un grito de victoria.
Ganador: Vlad el Empalador

### Guerrero MingvsMosquetero
- Equipo Mosquetero: Xavier Declie (experto en combate mosquetero), Luke Lafontaine (maestro de combate con espada).

- Equipo Guerrero Ming: Jonathan Weizhang Wang (campeón mundial de Kung Fu), Phillip Dang (campeón de combate Wushu).

|               | Mosquetero                     | Víctimas | Guerrero Ming           | Víctimas |
| ------------- | ------------------------------ | -------- | ----------------------- | -------- |
| Corto alcance | Florete/Daga de mano izquierda | 195      | Dao                     | 71       |
| Medio alcance | Pistola de rueda               | 178      | Cañón de mano triple    | 41       |
| Largo alcance | Mosquete                       | 275      | Nido de abejas          | 15       |
| Explosivos    | Granada de mano                | 26       | Mina terrestre mecánica | 199      |
| Total         |                                | 674      |                         | 326      |

#### Simulación
Un grupo de 5 mosqueteros atraviesa una zona boscosa al mismo tiempo que un grupo de guerreros Ming del mismo número sale de una cueva en una pequeña montaña. Los Ming ven a sus contrincantes y deciden atacar con el nido de abejas, disparándolo justo cuando los mosqueteros se dan cuenta de la presencia de sus enemigos. Estos últimos huyen a protegerse de las flechas tras unos árboles, pero uno de ellos es alcanzado en una pierna. Los mosqueteros contraatacan con el mosquete, matando a uno de los Ming. Los franceses se lanzan a la carga y uno de ellos es alcanzado por el cañón de mano triple en el pecho, pero el chaleco de acero le protege de ese disparo, aunque no del segundo disparo, que le da en la cabeza, matándolo. El Ming que acababa de disparar es herido por la pistola de rueda de uno de los mosqueteros, que luego lo remata con la bayoneta de su mosquete. Uno de los Ming prepara una mina, que mata a uno de sus enemigos al extraer la espada que el chino había colocado como trampa. Los franceses siguen a la carga, cuando uno de ellos muere a causa de un disparo del cañón de mano triple en el cuello, pero sus compañeros le vengan lanzándole una granada al Ming, matándolo. Los mosqueteros continúan cuando son atacados por sorpresa por un Ming, que mata a uno de ellos con su dao. El otro mosquetero desenvaina su florete y lucha con su contendiente hasta que lo logra matar. El combate se reduce a 1 contra 1, y los dos últimos guerreros se enfrentan en una lucha de esgrima, en la cual el mosquetero blande su espada y, ahora, también su daga de mano izquierda, contra la espada del Ming. Ninguno consigue herir a su contendiente hasta que, en un forcejeo, el mosquetero clava su daga en el estómago del guerrero Ming, acabando con él, y el francés lanza un grito de victoria diciendo:Vive le roi (Viva el rey, en francés).
Ganador: Mosquetero

### ComanchevsMongol
- Equipo Comanche: Joaquín González (Jinete comanche), Jay Redhawk (Maestro arquero a caballo).

- Equipo Mongol: Munkhiun Cuvsanjambaa (Historiador/Nativo Mongol), Jason Nguyen (Experto en combate asiático).

|                  | Comanche            | Víctimas | Mongol        | Víctimas |
| ---------------- | ------------------- | -------- | ------------- | -------- |
| Corto alcance    | Pico de guerra      | 152      | Maza de armas | 111      |
| Medio alcance    | Lanza de guerra     | 168      | Guja          | 116      |
| Largo alcance    | Arco comanche       | 205      | Arco mongol   | 142      |
| Armas especiales | Cuchillo de cuerear | 3        | Ild           | 103      |
| Total            |                     | 528      |               | 472      |

#### Simulación
En un valle, un Mongol está sentado en una roca afilando su ild, al mismo tiempo un Comanche sube una montaña silenciosamente. Al llegar a la cima de la montaña, el Comanche dispara una flecha que cae desprevenidamente en frente del Mongol. Este vuelve a disparar otra flecha, la cual es esquivada por el Mongol, el indígena lanza un grito de guerra. El asiático y el norteamericano montan en sus caballos, el Mongol toma su arco y monta hasta donde se encontraba el caballo del Comanche, pero de pronto el Comanche le dispara una flecha al Mongol que se clava en su protección, el Comanche corre en su caballo y el Mongol lo persigue. Al llegar a otro terreno el Comanche da media vuelta y corre hacia el Mongol, quien dispara una flecha al norteamericano. El indígena corre hasta el lugar donde estaba su lanza y la toma. Va a ocultarse y el Mongol observa al caballo, y desentierra su guja del suelo. El Comanche salta y derriba al Mongol de su montura, el Mongol vuelve a tomar su guja y corta al Comanche en la espalda. El Comanche derriba al asiático y desenvaina su hacha al igual que el Mongol hace con su ild. Pelean hasta que el Mongol corta en la muñeca al Comanche. El indígena tira la espada del Mongol y clava su hacha en el hombro del asiático, este le da una patada al Comanche y lo derriba. El Comanche se levanta y huye a una cueva, el Mongol va a su caballo, toma su maza brida y va detrás del Comanche. Al llegar a la cueva, el asiático trata de abatir al indígena, pero este lo esquiva. El Mongol golpea al Comanche y este toma su cuchillo y corta numerosas veces al Mongol hasta que cae al suelo y toma su hacha y se la clava en el cuello. Corta la cabellera del Mongol y sale a la superficie, lanzando un grito de victoria.
Ganador: Comanche

### U.S. Navy SEALsvsComando Israelí
- Equipo Navy Seal: Rob Roy (Veterano de la marina), Colin Palmer (Experto en explosivos, veterano de la marina).

- Equipo Comando Israelí: Moti Horenstein (Instructor de Krav Maga en las fuerzas especiales Israelíes), Mike Kanarek (Exmiembro de los Comandos Israelíes).

|                  | U.S.Navy SEALs   | Víctimas | Comando Israelí | Víctimas |
| ---------------- | ---------------- | -------- | --------------- | -------- |
| Corto alcance    | SIG Sauer P226   | 101      | Glock 19        | 105      |
| Medio alcance    | M4 Commando Colt | 355      | IMI Galil       | 288      |
| Cuerpo a Cuerpo  | Recon 1          | 15       | KA-BAR          | 45       |
| Armas especiales | C4               | 47       | Semtex          | 54       |
| Total            |                  | 518      |                 | 482      |

#### Simulación
La batalla comienza con los Navy SEAL llegando a una planta de energía ocupada por los comandos israelíes. Uno de los SEAL de la Marina ve a un comando israelí patrullando en una pasarela sobre él y le dispara con su M4 Colt Commando. El único SEAL se reagrupa con su escuadrón y se infiltra en las instalaciones a través de una torre hacia el sótano mientras el resto de los comandos les disparan desde el balcón. Dentro del sótano, los SEAL se dividen en una unidad de 2 hombres y una unidad de 3 hombres, mientras que una unidad de Comandos de 3 hombres se dirige al sótano. Mientras los dos Navy SEAL se abren camino a través de la parte inferior del edificio, dos comandos israelíes instalaron una trampa explosiva con una gota de Semtex adherida y la ataron a una cuerda, que está unida a la perilla de una puerta. Los dos Navy SEAL llegan a la puerta desde el otro lado. Uno mueve la perilla de la puerta para asegurarse de que esté desbloqueada y los dos abren la puerta para entrar. La puerta tira de la cuerda y activa el Semtex, matando instantáneamente a uno de los Navy SEAL y arrojando al otro al suelo. Lucha por levantarse, pero el otro comando israelí aprovecha la oportunidad y lo remata con su Micro Galil antes de que pueda volver a levantarse. Arriba, el grupo SEAL de 3 hombres emerge de una puerta. Un comando israelí baja un tramo de escaleras tratando de apuntar su Micro Galil desde la mira, pero un SEAL que ya lo tiene en la mira dispara y lo mata con su M4 Colt Commando. El Comando cae por las escaleras cuando le disparan. Los otros tres comandos salen disparados de una puerta y se enfrentan a los Navy SEAL, disparando sus Micro Galils y golpeando al SEAL que se cae. Los otros dos lo agarran y lo llevan a un lugar seguro mientras intentan protegerse de los comandos israelíes con disparos. A cubierto, los otros dos SEAL revisan a su amigo en busca de signos de vida, pero el SEAL ya se ha ido. Los dos Navy SEAL restantes ingresan a otro edificio, mientras que los comandos israelíes se reagrupan y los siguen a través de la puerta. Ambos escuadrones emergen en diferentes lugares cuando los SEAL suben un tramo de escaleras cerca de una turbina, mientras que los Commandos se abren camino a través de varias máquinas. El líder del comando israelí se detiene e indica a sus dos hombres que avancen, mientras que, del otro lado, los Navy SEAL llegan a un área abierta. El líder SEAL le indica a su amigo que se detenga. Se arrodilla detrás de la turbina mientras el líder corre hacia el área abierta. El líder de Commando se acerca al líder SEAL e intenta dispararle, pero su Micro Galils se atasca y se vuelve inútil. El líder de los SEAL de la Marina corre por el área abierta, dibujando e intercambiando fuego con los otros dos Comandos. El SEAL detrás de la turbina aparece y le dispara a un Commando en la cabeza con su Colt Commando. El comando israelí a su lado lo ve morir, pero se encoge de hombros. El líder corre por un tramo de escaleras, llamando la atención del Comando. El Navy SEAL corre hacia él, pero es atacado por sorpresa por el comando israelí líder. El comando lo arroja contra la turbina y bloquea el intento del SEAL de contraatacar y luego saca su cuchillo Ka-Bar. Corta la garganta del SEAL y lo apuñala en el pecho. El SEAL se aferra al líder del Comando mientras se desploma en el suelo, y el Comando le da una palmadita en la cabeza. Los dos comandos israelíes se reagrupan y luego proceden a correr tras el último Navy SEAL, que se ha retirado al sótano. Abajo, el Navy SEAL saca una carga C4 y la coloca detrás de un conjunto de tuberías. Rápidamente configura el detonador y luego se esconde en la parte de atrás y espera a los comandos israelíes. Pronto llegan y se mueven lentamente en busca del Navy SEAL. El Navy SEAL luego tiene una idea y saca su Sig Sauer P226. Los dos comandos israelíes escuchan un disparo y tratan de encontrar su fuente, sin saber que el Navy SEAL está tratando de atraerlos hacia el C4. Los comandos israelíes pasan a través de las tuberías, y el Navy SEAL activa el C4, lo explota y envía tanto a los comandos israelíes como al SEAL al suelo. El Navy SEAL se levanta rápidamente y apunta su Sig Sauer P226 a los dos comandos israelíes, esperando que uno de ellos haga su movimiento. Sin embargo, pronto se hace evidente que ambos soldados murieron por la explosión del C4. Levanta su arma y da un rápido grito de victoria.
Ganador: Navy SEALs

## Temporada 3
En la tercera temporada de Deadliest Warrior se ven algunos cambios, en el elenco con la salida del joven genio de las computadoras Max Geiger y el ingreso de dos nuevos miembros: Richard "Mack" Machowicz, experto en tácticas militares históricas y el programador Robert Daly (quien reemplaza a Max Geiger). En el sistema de evaluación sufren también cambios, entre ellos que el número de veces en que simulan las batallas aumenta a 5000 pero el trascendental es el 'Factor X' que es una evaluación, física, mental, intelectual, conocimiento de su entorno, etc.

### Episodio 1:George WashingtonvsNapoleón Bonaparte
Equipo George Washington: Paul Suda (experto en armas del siglo XVIII) y Wayne Lee (profesor de la Universidad de Carolina del Norte)
Equipo Napoleón Bonaparte: Mathew Cape (experto en espadas y mosquetes) y Phillip Simon (historiador)
|               | George Washington                                 | Víctimas | Napoleon Bonaparte     | Víctimas |
| ------------- | ------------------------------------------------- | -------- | ---------------------- | -------- |
| Corto alcance | Espada Colichemarde                               | 53%      | Sable de caballería    | 47%      |
| Medio alcance | Mosquete Brown Bess y Fusil largo de Pennsylvania | 73%      | Mosquete de Caballería | 27%      |
| Largo alcance | Cañón de 6 Libras                                 | 38%      | Cañón de 8 Libras      | 62%      |
| Total         | 2530                                              |          | 2470                   |          |

Nota: Por otra parte, Napoleón consiguió la ventaja en estrategias bélicas por la batalla de Austerlitz

#### Simulación
En un cerro, Napoleón Bonaparte y cuatro soldados de su campaña rusa divisan a George Washington y a cuatro soldados continentales. Napoleón ordena a sus soldados atacar y los soldados de Washington atacan con el mosquete Brown Bess y el Fusil Largo de Pennsylvania. Por su parte, Napoleón ataca con el mosquete de caballería, matando a uno de los estadounidenses. Sin embargo, un tiro del rifle mata a dos soldados de Napoleón, entre ellos el teniente. Los dos generales deciden pasar a los cañones, matando Napoleón a un soldado enemigo. Washington ataca con el cañón de 6 libras y mata a un soldado francés. Napoleón vuelve a atacar con el cañón de 8 libras y destruye el cañón enemigo, matando después a otro soldado de Washington. George y su soldado superviviente matan al único soldado de Napoleón con la espada Colichemarde, pero Napoleón logra matar al otro soldado con el sable de caballería. Con una estocada, el francés logra tirar a Washington del caballo, luego se baja del caballo y lucha con Washington, pero George logra matarlo con una estocada en la garganta. Finalmente, el estadounidense limpia su espada y posa de forma heroica.
Ganador: George Washington

### Episodio 2:Juana de ArcovsGuillermo I de Inglaterra
Equipo Juana de Arco: Claire Dodin (experta en combate y espadas medievales) y Timothy Pickles (historiador especializado en la Edad Media)
Equipo Guillermo I el Conquistador: Jason Mcneil (especialista en combate medieval) y Stephen Morillo (autor de 30 libros sobre guerras medievales)
|                      | Juana de Arco               | Víctimas | Guillermo I          | Víctimas |
| -------------------- | --------------------------- | -------- | -------------------- | -------- |
| Corto alcance        | Espada del Ejército francés | 49%      | Espadón normando     | 51%      |
| Medio alcance        | Arbalesta                   | 55%      | Ballesta compuesta   | 45%      |
| Largo alcance        | Cañón de asedio             | 51%      | Catapulta de torsión | 49%      |
| Armaduras especiales | Armadura de placas          | 56%      | Cota de malla        | 44%      |
| Total                | 2587                        |          | 2413                 |          |

Nota: Guillermo I el Conquistador consiguió la ventaja en estrategias bélicas por la batalla de Hastings

#### Simulación
Juana de Arco y cuatro soldados suyos llegan al castillo de Guillermo I el Conquistador. Juana se arrodilla delante de su espada, se santigua y ordena atacar. Por otra parte, Guillermo ordena a sus cuatro soldados atacar con la ballesta compuesta, sin embargo los disparos fallan y los soldados de Juana se disponen a preparar el cañón de asedio. El cañón dispara, debilitando el castillo y matando a uno de los soldados de Guillermo. Juana ordena disparar otra vez y Guillermo usar la catapulta de torsión. Los soldados de Guillermo disparan antes y matan a uno de los soldados de Juana. Los soldados de ésta disparan otra vez. No matan a nadie pero destruyen la catapulta. Juana decide pasar al ataque frontal. Uno de los soldados de Guillermo intenta matar a un soldado enemigo pero el disparo de su ballesta compuesta falla y el soldado francés mata a su enemigo con la arbalesta. Otro soldado de Guillermo logra matar a uno de los soldados enemigos, pero Juana lo mata con la arbalesta. Juana de Arco y su último soldado que le queda matan al último soldado de Guillermo y entran en el castillo. El soldado se enfrenta a Guillermo, pero este logra quitar el escudo al soldado y lo mata con el espadón normando. Juana y Guillermo se enfrentan con la espada del ejército francés y el espadón normando respectivamente. Guillermo domina el combate pero Juana logra clavarle la espada en la barriga. Guillermo usa la poca fuerza que le queda para intentar clavar su espada en el cuerpo de Juana, pero ésta le quita el espadón y no lo suelta hasta que lo mata. Finalmente, Juana, con la espada manchada de sangre, grita en señal de triunfo.
Ganadora: Juana de Arco

### Episodio 3:Rangers del Ejército estadounidensevsFuerzas de Operaciones Especiales norcoreanas
Equipo Rangers: Tim Kennedy (Miembro de los Rangers de la Armada Estadounidense), John Lock (Exoficial del ejército/historiador)
Equipo Fuerzas Especiales Norcoreanas: Charles Joh (Comandante del SWAT, especialista en las tácticas de las FOE), Ji Seok Him (Ex marino de la Armada de Corea del Sur) y Thomas Rix (exoficial del ejército estadounidense)
|                  | U.S. Army Rangers            | Víctimas | Fuerzas de Operaciones Especiales norcoreanas | Víctimas |
| ---------------- | ---------------------------- | -------- | --------------------------------------------- | -------- |
| Artes Marciales  | SOCP                         | 89       | Híbrido Hapkido-Taekwoondo                    | 81       |
| Medio alcance    | Fusil de asalto M4           | 45%      | Fusil de asalto Tipo 58                       | 55%      |
| Largo alcance    | Fusil de francotirador SR-25 | 55%      | PSL                                           | 45%      |
| Armas especiales | Mina M18A1 Claymore          | 72%      | Mina de campo antipersona                     | 28%      |
| Total            | 2504                         |          | 2496                                          |          |

#### Simulación
Cinco Rangers de la Armada Estadounidense se preparan para abordar un búnker en la península coreana. Dentro se encuentran cinco miembros de las Fuerzas de Operación Especial Norcoreanas. Uno de los estadounidenses se apoya en una baldosa y mata a dos norcoreanos con el fusil de francotirador. Los Rangers comienzan a infiltrarse en el búnker, pero uno de ellos pisa una mina de campo antipersonal, que lo incapacita. Al oír la explosión, los norcoreanos le matan y también matan a un compañero que se quedó con él con el fusil Tipo 58. Sin embargo, otro Ranger inicia otro tiroteo, que provoca la retirada de las Fuerzas de Operación Especial. Estos entran en el búnker, seguidos de dos Rangers. Uno de los norcoreanos se queda en las escaleras, pero es eliminado por disparos del fusil de asalto M4. Fuera, uno de los Rangers prepara una mina Claymore, pero es asesinado por un norcoreano. Este se acerca y pisa la Claymore, que explota y lo mata. Dentro, los Rangers buscan al último agente de las Fuerzas de Operación Especial. Este encuentra a uno de los Rangers y lo mata con el PSL. Después, intenta matar al último Ranger, pero su disparo falla, provocando que el estadounidense le persiga. El norcoreano huye al sótano del edificio, esquivando los balazos del Ranger. El estadounidense lo sigue y, cuando entra, es incapacitado por la mezcla de taekwondo y hapkido, que provoca que provoca que pierda su arma. El combate se traslada al terreno del cuerpo a cuerpo. El miembro de las Fuerzas de Operación Especial domina el combate con su mezcla de taekwondo y hapkido, pero el Ranger recupera su fusil y mata al asiático con un certero disparo. Finalmente, el Ranger mira a una esquina y grita "Soldados, avanzad".
Ganador: Rangers del Ejército estadounidense

### Episodio 4:Gengis KanvsAníbal
Equipo Gengis Khan: Kosbayar (especialista en armas del siglo XIII/Marine de los Estados Unidos) y Timothy May (Autor de "El arte mongol de la guerra")
Equipo Aníbal: Bryan Forrest (Experto en espadas anchas y en técnicas de combate de Aníbal) y Patrick Hunt (Historiador especializado en la historia de Aníbal)
|                      | Gengis Kan          | Víctimas                       | Aníbal             | Víctimas                       |
| -------------------- | ------------------- | ------------------------------ | ------------------ | ------------------------------ |
| Corto alcance        | Sable Turco-Mongol  | 57%                            | Falcata            | 43%                            |
| Medio alcance        | Lanza Jida          | 14%                            | Soliferreum        | 86%                            |
| Armas Especiales     | Arco Recurvo        | 62%                            | Elefante de guerra | 38%                            |
| Armaduras especiales | Armadura de láminas | 1.32% casco 0.78% escudo 7.48% | Armadura Musculata | 4.22% casco 7.48% escudo 2.80% |
| Total                | 2739                |                                | 2261               |                                |

Nota: Gengis Khan consiguió la ventaja en estrategias por la batalla del río Kalka

#### Simulación
En una planicie, Gengis Kan y cuatro de sus soldados se encuentran de viaje cuando encuentran a Aníbal y a cuatro soldados cartagineses. Los dos ejércitos se divisan y Gengis y todos sus soldados atacan con el arco recurvo, matando a uno de los soldados de Aníbal. Uno de los soldados de Aníbal se adelante y ataca con el soliferrum, haciendo un soldado de Gengis Kan lo mismo, pero el cartaginés ataca primero y lo mata. Sin embargo, Gengis Kan ataca con la lanza Jida y lo mata. Por otra parte, Aníbal se baja del elefante y decide presentar batalla frontal. Los mongoles atacan y la respuesta de Aníbal es el elefante de guerra. Los asiáticos intentan defenderse con el arco recurvo, pero la piel del animal es demasiado gruesa y no la atraviesa. Los mongoles se baten en retirada, pero uno de ellos tropieza delante del sendero del animal y es aplastado por el elefante. Gengis Kan sigue atacando con el arco recurvo, consiguiendo ahuyentar al elefante, que abandona a Aníbal y huye. Después de ahuyentar al paquidermo, Gengis mata a otro soldado de Aníbal con el sable turco mongol. Por otra parte, el último soldado de Aníbal mata a un soldado de Gengis Kan con el soliferrum, pero el último soldado mongol mata al cartaginés con el sable turco mongol. Poco después, Aníbal logra cercar al último soldado mongol con el escudo y lo mata con la falcata. Gengis Kan se baja del caballo, despliega el sable turco mongol y lucha contra Aníbal y su falcata. Tras unos cuantos tajos, Gengis logra cortar una de las piernas de Aníbal y después logra quitar el escudo a su rival. Aníbal logra clavar la falcata en el cuerpo de Gengis pero la armadura de placas del mongol logra parar la espada de Aníbal. Gengis, enfadado, abolla el casco de Aníbal y lo mata con un golpe del sable turco mongol en la garganta. Finalmente, Gengis Kan levanta el sable y grita.
Ganador: Gengis Kan

### Episodio 5:Saddam HusseinvsPol Pot
Equipo Saddam Hussein: Shabah Kodada (exgeneral del ejército iraquí), Calvin Bodley (especialista en las armas de Saddam Hussein) y Rick Francona (exmiembro de la CIA)
Equipo Pol Pot: Jonathan Khan (experto en las armas de Pol Pot) y Kilong Ung (Superviviente del genocidio de Camboya)
|                  | Saddam Hussein                  | Víctimas | Pol Pot                | Víctimas |
| ---------------- | ------------------------------- | -------- | ---------------------- | -------- |
| Corto alcance    | Pistola semiautomática Browning | 62%      | Tokarev TT-33          | 38%      |
| Medio alcance    | RPK                             | 53%      | RPD                    | 47%      |
| Cuerpo a Cuerpo  | Cuchillo de combate             | 54%      | Machete para caña      | 46%      |
| Armas especiales | Granada RGD-5                   | 41%      | Granada de mango china | 59%      |
| Total            | 2828                            |          | 2172                   |          |

#### Simulación
En lo que parece una embajada iraquí, Saddam Hussein se encuentra ocupado en unos papeles. Dos soldados suyos se encuentran afuera, vigilando el recinto. Por otra entrada alternativa, llegan los soldados de Pol Pot, y, escondidos, lanzan una granada de mango china, que abate a los dos soldados de Hussein. Este interviene desde el balcón y comienza un tiroteo. Un soldado iraquí lanza una granada RGD-5 y mata a un soldado de Pol Pot. Desde el balcón, un soldado de Hussein mata a uno de Pol Pot con la ametralladora ligera RPK, por lo que se igualan nuevamente 3 a 3. Por otro camino, los soldados de Pol Pot observan a Hussein huyendo en un automóvil, pero logran matar al conductor con su Tokarev. Hussein logra huir, sin que lo noten los soldados de Pol Pot. Desde una terraza alta, Hussein mata a uno de los soldados de Pol Pot con la pistola Browning. Pol Pot y su soldado se encuentran con el último soldado de Hussein, y Pol Pot lo embosca, matándolo con el machete para caña. El último soldado de Pol Pot se introduce en un edificio, pero es matado por atrás por Saddam Hussein con el cuchillo de combate. Pol Pot se mete al edificio, y es engañado con el cadáver de su amigo, con la ropa de Hussein. Este se acerca, y mata a Pol Pot de un tiro en la cabeza con la pistola Browning. Tras esto, Hussein grita de forma victoriosa: "Allahu Akbar", que quiere decir "Dios es grande".
Ganador: Saddam Hussein

### Episodio 6:Teddy RooseveltvsLawrence de Arabia
Equipo Teddy Roosevelt: Quay Terry (exmiembro de la armada estadounidense) y Gary Harper (experto en historia militar)
Equipo Lawrence de Arabia: Richard Reid (experto en armas de fuego inglesas) y Gavin Scott (historiador especializado en Lawrence de Arabia)
|               | Teddy Roosevelt       | Víctimas | Lawrence de Arabia    | Víctimas |
| ------------- | --------------------- | -------- | --------------------- | -------- |
| Corto alcance | Cuchillo de Caza      | 33%      | Daga Jambiya          | 67%      |
| Medio alcance | Carabina Krag 1896    | 46%      | SMLE                  | 54%      |
| Largo alcance | Ametralladora Gatling | 58%      | Ametralladora Vickers | 42%      |
| Total         | 2582                  |          | 2418                  |          |

#### Simulación
Teddy Roosevelt y cuatro soldados están descansando en una colina. Por otra colina llegan Lawrence de Arabia y cuatro soldados árabes. Los dos rivales se divisan y atacan con las ametralladoras, mientras que Lawrence de Arabia ataca con el SMLE. Los árabes atacan primero y matan a un norteamericano, pero éstos atacan con la ametralladora gatling y matan a un árabe. Lawrence decide ser sensato y huye junto a sus soldados, mientras que Roosevelt no se fía y envía a dos soldados a ver si queda algún enemigo. Al mismo tiempo, Lawrence entierra un poco de dinamita en un manojo de hierba y ésta estalla, haciendo que los norteamericanos desvíen su atención y logrando matar a uno de los dos con el SMLE mientras que el otro huye. Mientras, otro árabe se acerca sigilosamente por detrás para matar a Roosevelt, pero un soldado le descubre y lo mata con la ametralladora Gatling, sin embargo, otro árabe dispara a Roosevelt y lo debilita, pero un norteamericano lo mata con la carabina Krag. Por otra parte, Lawrence y el último soldado atacan con el SMLE y matan a un norteamericano. En cuanto se dan cuenta, Roosevelt y su compañero atacan, matando al último soldado y ahuyentando a Lawrence. Sin embargo, Lawrence logra atraer al soldado norteamericano a una fosa y allí lo mata con la daga Jambiya. Teddy Roosevelt lo ve y se enfrenta con el cuchillo de caza frente a la daga Jambiya de su rival. Lawrence domina el combate con su daga, pero en un forcejeo Roosevelt logra clavar su cuchillo en el vientre del inglés, matándolo. Finalmente, en señal de victoria, Roosevelt levanta el cuchillo ensangrentado y grita.
Ganador: Teddy Roosevelt

### Episodio 7:Iván El TerriblevsHernán Cortés
Equipo Iván el Terrible: Vladimir Orlov (especialista en armas del siglo XVI/ instructor de las fuerzas especiales de Rusia ) y Andrew Jenks (profesor de historia rusa)
Equipo Hernán Cortés: Jason Heck (especialista en armas del siglo XVI) y Kyle López (experto en la España colonial)
|                 | Iván El Terrible | Víctimas | Hernán Cortés | Víctimas |
| --------------- | ---------------- | -------- | ------------- | -------- |
| Corto alcance   | Sablia           | 54%      | Espada ropera | 46%      |
| Mediano alcance | Bardiche         | 38%      | Alabarda      | 62%      |
| Largo alcance   | Pishcal          | %59%     | Arcabuz       | %41%     |
| Total           |                  | 2253     |               | 2747     |

#### Simulación
Iván el Terrible y cuatro soldados rusos están torturando a un soldado español. Por una arboleda, se acercan Hernán Cortés y cuatro conquistadores para ayudar a su compañero. Iván no detecta a Cortés y sus hombres y sigue con la tortura y riéndose de forma sádica, cuando los españoles atacan con el arcabuz. Sin remordimientos, Iván usa uno de sus soldados como escudo, matándolo. Mientras los españoles recargan el arcabuz, uno de los soldados rusos ataca con el pishcal, matando a un español. Otro soldado ataca con la sablia, matando al soldado torturado (no cuenta en el ejército) y seguido por sus compañeros. Mientras Cortés y un soldado español cogen las alabardas, un soldado ruso mata a dos españoles con la sablia. Uno de los soldados rusos tiene un ataque de valentía e intenta matar a Cortés, pero este lo mata con la alabarda. Otro soldado ruso ataca al conquistador español, pero Hernán lo desarma y lo mata con la alabarda. Los últimos soldados se atacan con la espada ropera y el pishcal, pero el ruso logra bajar al español del caballo y lo mata con el bardiche. Cortés se da cuenta y mata al ruso con la espada ropera. Iván, que hasta entonces se mantiene al margen, ataca con la sablia, dando a Cortés, pero la armadura de este lo protege. Los dos se vuelven a atacar pero Iván ataca demasiado pronto y Cortés le clava la espada ropera, haciendo que Iván caiga del caballo de forma sospechosamente muerta. Inseguro, Hernán se acerca y, cuándo se asegura de que el ruso está muerto, el español le rastrea, le quita una bolsa llena de monedas de oro, la levanta y grita: "¡Victoria!".
Ganador: Hernán Cortés

### Episodio 8:Caballo LocovsPancho Villa
Equipo Caballo Loco: Moses Brings Plenty (Descendiente de Caballo Loco/experto en armas de fuego) y Delano Blue Eagle (lakota/exmiembro de la infantería de Estados Unidos)
Equipo Pancho Villa: Fernando Vázquez (historiador de Pancho Villa/experto en ataques a caballo) y Santiago Villalobos (experto en armas del siglo XX/bisnieto de un general de Pancho Villa)
|                 | Caballo Loco | Víctimas | Pancho Villa           | Víctimas |
| --------------- | ------------ | -------- | ---------------------- | -------- |
| Corto alcance   | Inyankapemni | 42%      | Cuchillo Bolo          | 58%      |
| Mediano alcance | 1873 Colt    | 54%      | Colt Bisley            | 46%      |
| Largo alcance   | Fusil Henry  | 46%      | Winchester Modelo 1894 | 54%      |
| Total           | 2326         |          | 2684                   |          |

Nota: Caballo Loco consiguió la ventaja en tácticas de combate por la batalla de Rossebud Creek

#### Simulación
Pancho Villa y cuatro rebeldes están descansando junto a una arboleda. En frente, Caballo Loco y cuatro lakotas se acercan a los mexicanos. Los dos grupos se detectan y Caballo Loco ataca mientras que Pancho Villa saca el Winchester y dispara, mientras que uno de sus hombres ataca de frente a los indios. Los soldados de Villa siguen disparando y uno de ellos mata a un lakota con el colt bisley, pero Caballo Loco mata con el Henry al mexicano que iba a caballo. Los indios se acercan y Villa decide retirarse, pero Caballo Loco no se rinde. En la espesura, él y un lakota intentan emboscar a Villa, pero un mexicano mata al compañero de Caballo Loco con el Winchester. Sin embargo, Caballo Loco logra matar a un rebelde con el Colt, mientras que su compañero huye. Un lakota encuentra a Pancho Villa y a un compañero, pero éstos lo matan con el Colt Bisley. Pero Caballo Loco aparece y mata a un rebelde mexicano, sin embargo, otro mexicano mata a un lakota que le disparaba a Villa con el cuchillo bolo. Pancho y su amigo intentan huir, pero aparece Caballo Loco, el rebelde intenta atacar a Caballo Loco, este lo esquiva y lo mata con el inyankapenmi. Caballo Loco y Pancho Villa se enfrentan con el inyankapenmi y el cuchillo bolo, pero Pancho logra clavar el cuchillo en el estómago de Caballo Loco, matándolo. Finalmente, el mexicano grita en señal de victoria.
Ganador: Pancho Villa

### Episodio 9:Legión Extranjera FrancesavsGurkhas
Equipo Legión Extranjera Francesa: Nick Huckes (ex legionario francés) y Geoff Warrod (experto en historia de Francia)
Equipo Gurkhas: Rastra Rai (exmiembro de los Gurkhas) y John Conlin (historiador de los Gurkhas)
|                 | Legión Extranjera Francesa | Víctimas | Gurkhas                   | Víctimas |
| --------------- | -------------------------- | -------- | ------------------------- | -------- |
| Corto alcance   | Camillus                   | 44%      | Kukri                     | 56%      |
| Mediano alcance | MAS-36                     | 42%      | Lee-Enfield No.4          | 58%      |
| Largo alcance   | Fusil automático Browning  | 65%      | Ametralladora ligera Bren | 35%      |
| Total           | 2381                       |          | 2619                      |          |

Nota: La Legión Extranjera Francesa consiguió la ventaja en tácticas bélicas por la Batalla de Bir Hakeim

#### Simulación
Cinco miembros de la Legión Extranjera Francesa acampan en una selva. Cerca, se acercan cinco Gurkhas. Uno de los Gurkhas empieza a cortar la valla que impide el paso con el kukri, mientras que otro dispara pero un Legionario lo descubre y da la alarma. Comienza el tiroteo, en el que caen un miembro de cada grupo. Los Gurkhas comienzan a penetrar en el campamento pero los legionarios atacan y matan a un nepalí. Los Gurkhas el Lee-Enfield y matan a un francés. Uno de los Gurkhas busca a los enemigos, pero un Legionario surge de un montón de sacos terrenos y lo mata con el MAS-36, sin embargo, otro Gurkha lo mata con el Lee-Enfield. Los dos últimos legionarios atacan a los nepalíes, pero éstos logran esquivar los disparos hasta que las ametralladoras se descargan. Los Gurkhas huyen y los franceses los persiguen, pero un asiático mata a un legionario con el kukri. Por otro lado, un miembro de la Legión Extranjera mata a un Gurkha con el camillus. El Gurkha y el Legionario se encuentran y entablan un combate con el kukri y el camillus. El francés gobierna el combate con su camillus, pero finalmente el asiático logra que el francés enganche su camillus en una rama y lo mata con unos golpes del kukri en la espalda y el pecho. Finalmente, el Gurkha grita: "¡Victoria!".
Ganador: Gurkhas

### Episodio 10:VampirovsZombi
Equipo Vampiro: Steve Niles (Autor de "30 días de Noche") y Scott Bowen (Autor de "Guía de Supervivencia del Vampiro")
Equipo Zombi: Max Brooks (Autor de "Guerra Mundial Z") y Matt Mogk (Fundador de la Sociedad de Investigación sobre Zombis)
|         | Vampiro              | Víctimas | Zombi            | Víctimas |
| ------- | -------------------- | -------- | ---------------- | -------- |
| Mordida | Colmillos de Vampiro | 5.62%    | Mordida de Zombi | 2.35%    |
| Manos   | Garras de Vampiro    | 49.48%   | Manos de Zombi   | 42.55%   |
| Total   | 2541                 |          | 2459             |          |

#### Simulación
En lo que parece una bodega abandonada, 3 vampiros son despertados de su sueño por vibraciones sospechosas provenientes del exterior. Se dividen bajo la orden del superior para averiguar la proveniencia de estas las cuales resultan ser una horda de zombis de más de 60 zombis por vampiro haciendo un total de más de 180 zombis, con rapidez uno de los vampiros es rodeado y despedazado por la horda mientras que sus compañeros observan impotentes, en un intento de escape por una de las puertas el vampiro líder se ve obligado a morder una de las podridas cabezas para evitar el ataque. Rodeados ambos tras correr por los oscuros pasillos del lugar la vampiresa es mordida en la yugular y alcanza a matar más de 50 zombis antes de caer muerta por la pérdida de sangre. El líder, rodeado y solo, logra acabar con el resto de los muertos vivientes ganando la batalla.
Ganador: Vampiro

## Curiosidades
- En la mayor parte de los episodios se omiten las partes más violentas de la batalla, como cuando Vlad el Empalador le corta las manos a Sun Tzu, pero en la batalla entre el IRA y los talibanes sí se ve cómo el IRA le atraviesa el cuello al talibán con la bayoneta del musulmán.
- Durante la preparación de Pirata vs Caballero, las armas piratas fallaron en múltiples ocasiones, así como se probaron contra defensas incompletas, ya que la caballería pesada suele complementar la armadura laminar con cota de malla, inexistente durante la simulación. Además, el test de granadas se probó solo con placas metálicas parciales, haciendo poco rigurosa esta simulación.
- En la batalla entre el espartano vs el ninja, el escudo del espartano consiguió más puntuación que el arsenal del ninja completo, de forma que seguramente ganó de esa forma y el hecho de que el campo favorecía al espartano.
- La batalla entre los Boinas Verdes vs. los Spetsnaz es la primera vez que los estadounidenses pierden una batalla alentando la creencia de que el programa esta arreglado y varios resultados son muy obvios, ya que en este episodio la superioridad de los Spetsnaz es clara.
- En la batalla entre Caballo Loco y Panch Villa es la segunda vez que los estadounidenses pierden puesto que Pancho Villa tenía los recursos necesarios y las mejores armas para vivir y ser más letal que Caballo Loco.
- En la batalla entre el monje shaolín y el guerrero maorí, el monje Shaolín usa un martillo meteoro, un arma que no apareció en las pruebas, pero teniendo en cuenta la poca eficacia del arma, es posible que fuera incluida de relleno.
- De los siete guerreros nativos y tribales que participaron del programa, el comanche, el guerrero azande y el apache fueron los únicos ganadores.
- La mafia siciliana, el pirata, el apache, el monje Shaolín y William Wallace estuvieron ausentes en Deadliest Warrior: Back for Blood.
- En la batalla entre Atila el huno y Alejandro Magno no se ve cuando matan al segundo griego, cosa que podría haber hecho que Alejandro Magno derrotara a Atila.
- En la tercera temporada, todos los combates son en equipos.